# Leon Coleman
Leonard „Leon“ Coleman (* 1. September 1944 in Birmingham, Alabama) ist ein ehemaliger amerikanischer Hürdenläufer, Olympiateilnehmer, Sportlehrer und Trainer.

## Leben
Colemans Eltern zogen nach Boston, wo Leon bis 1964 die Boston Trade High School besuchte. Aufgrund seiner hervorragenden Leistungen als Hürdenläufer bekam er ein Stipendium an der Winston-Salem State University, wo er Sport und Gesundheitserziehung studierte. Er war von 1966 bis 1969 in jedem Jahr im Endlauf der amerikanischen Meisterschaften über 110 Meter Hürden, qualifizierte sich 1968 für die Olympischen Spiele, wo er im Endlauf Vierter wurde. 1969 war sein bestes Jahr, er lief mit 13,3 s (elektr. 13,42 s) eine hervorragende Bestzeit, mit der er zeitgleich amerikanischer Meister wurde und die Weltjahresbestzeit ebenfalls egalisierte. Da sein Stipendium nach vier Jahren beendet war, ihm aber noch einzelne Kurse fehlten, siedelte er nach Los Angeles über und startete für die Southern California Striders und schloss sein Studium an der California State University Long Beach ab. Er versuchte es auch 1972 sich erneut für die Olympischen Spiele zu qualifizieren, was aber nicht gelang. Von 1972 bis 1976 startete er als Berufsläufer für die International Track Association. 1977–1983 arbeitete er als Nationaltrainer und Sportdirektor Nigerias in Lagos. Von 1983 bis 1990 war er Trainerassistent im West Los Angeles Community College sowie Sportlehrer/Trainer im Compton Unified School District. Von 1990 bis 1993 war er Sportlehrer/Trainer in der  Parker Middle School in Rocky, ehe er bis 1996 Programm-Koordinator des Lucy Ann Boddie Brewer Boys and Girls Club wurde. Von 1997 bis 2001 war er der Leichtathletiktrainer der University of Massachusetts – Boston Campus, ehe er für ein Jahr nach Rocky zurückkam, um das Sportprogramm für hoch gefährdete Jugendliche zu leiten. Von 2002 bis 2006 war er der Leichtathletik-Frauentrainer der Mississippi Valley State University. Bis zu seinem Ruhestand 2009 war er Sportlehrer an der Rocky Mountains Senior High School. Von 1990  bis heute (2006) berät er zudem das Leichtathletikprogramm des St. Augustine College, Raleigh, North Carolina.